# MVV
MVV（Mitsubishi Vertical Vortex ミツビシ・バーチカル・ボルテックス）とは、1991年に三菱自動車工業が開発したリーンバーンエンジンの名称である。

## 概要
MVVは、縦渦層状吸気リーンバーンエンジンとも呼ばれ、空燃比に濃淡がある混合気を吸気することが特徴である（成層燃焼）。弁機構は全てSOHC方式が採用されていた。
初めてMVVが採用された4G15型エンジンは、吸気2バルブ、排気1バルブの3バルブエンジンで、インジェクターは片方のバルブに偏って配置されている。点火プラグはインジェクターのある吸気プラグに近い方に配置される。吸気は縦渦（タンブル）を生み出し、ふたつの吸気バルブから吸気された混合気はほとんど混じり合わずに圧縮され、濃い方の混合気に点火される。これによりリーンバーンを実現している。
のちにMVVはバルブ数が吸気、排気ともに2バルブのいわゆる4バルブ方式に発展してゆく。なお4バルブヘッド仕様のMVVは同社の4G93型、6G73型、3G83型、4A30型エンジンに存在していた。
開発の中心人物は、後にGDIエンジンを開発した安東弘光工学博士である。